# Johannes Wurtz
Johannes Wurtz (Saarbrücken, 19 juni 1992) is een Duits voetballer die bij voorkeur als aanvaller speelt.

## Clubcarrière
Wurtz speelde vijf jaar in de jeugd van FC Saarbrücken. Hij debuteerde op 21 juli 2011 voor de club uit zijn geboortestad in de DFB-Pokal, tegen Erzgebirge Aue.
1 Riemann ·
2 Gamboa ·
3 Soares ·
4 Mašović ·
5 Bernardo ·
6 Osterhage ·
7 Stöger ·
8 Losilla  ·
9 Paciência ·
10 Förster ·
11 Asano ·
13 Daschner ·
14 Oermann ·
15 Passlack ·
18 Osei-Tutu ·
19 Bero ·
20 Ordets ·
21 Esser ·
22 Antwi-Adjei ·
23 Thiede ·
24 Pannewig ·
25 Tolba ·
27 Kwarteng ·
29 Broschinski ·
30 Römling ·
31 Schlotterbeck ·
32 Wittek ·
33 Hofmann ·
39 Mousset ·
41 Loosli ·
Coach: Letsch
· Assistent-coach: Fießer